# Gradus ad Parnassum (Fux)
Pour les articles homonymes, voir Gradus ad Parnassum et Gradus ad Parnassum (Clementi).
Gradus ad Parnassum est le titre d'un ouvrage de référence sur l'art, en musique du contrepoint écrit par le compositeur et théoricien de la musique autrichien Johann Joseph Fux.
Il décrit l'art du contrepoint, ses contraintes, la façon de le développer et d'improviser dans ce style musical.

### Version originale et traductions de son époque
- (la + de + en + fr) Johann Joseph Fux, Gradus ad Parnassum, Vienna, Johann Peter van Ghelen (de), 1725 (lire en ligne) (comprend la traduction en français par Pietro Denis, sous le titre : « Traité de Compoſition Musicale fait par le Célèbre FUX ».

### Nouvelles éditions
- Monique Rollin, Gradus ad Parnassum : Traité de composition musicale de Johann Joseph Fux. Traduction française de Pierre Denis vers 1773, CNRS éditions, 348 p. (EAN 9782271054661)

### À propos de l'œuvre
- (de) Ulrich Konrad, Der Kompositionstraktat "Gradus ad Parnassum" (1725) von Johann Joseph Fux im europäischen Kontext. Studien zu seiner Rezeption anhand der gedruckten Übersetzungen, 2005 (lire en ligne)